# 佐川奈美
佐川 奈美（さがわ なみ、1995年8月1日 - ）は、日本の元女子バレーボール選手。

## 来歴
埼玉県川口市出身。上青木中を経て共栄学園高に進学。2年次にはアジアジュニアの日本代表として、第16回アジアジュニア選手権に出場した。3年次の春高バレーではエースとしてチームを牽引し、3位へ導いた。
2014年2月、VプレミアリーグのNECレッドロケッツへの入団が内定。同年5月の第63回黒鷲旗大会でデビューした。
2017年、Vリーグ機構の移籍公示リストでレッドロケッツ退団が公表された。

## 球歴
- 全日本ジュニア代表 - 2012年

## 所属クラブ
- 川口市立上青木南小学校（2002-2008年）
- 川口市立上青木中学校（2008-2011年）
- 共栄学園高校（2011-2014年）
- NECレッドロケッツ（2014-2017年）

## 個人成績
Vプレミアリーグレギュラーラウンドにおける個人成績は下記の通り。
| シーズン | 所属 | 出場 | 出場   | アタック | アタック | アタック | アタック | ブロック | ブロック | サーブ | サーブ | サーブ | サーブ | レセプション | レセプション | 総得点 | 備考 |
| -------- | ---- | ---- | ------ | -------- | -------- | -------- | -------- | -------- | -------- | ------ | ------ | ------ | ------ | ------------ | ------------ | ------ | ---- |
| シーズン | 所属 | 試合 | セット | 打数     | 得点     | 決定率   | 効果率   | 決定     | /set     | 打数   | エース | 得点率 | 効果率 | 受数         | 成功率       | 総得点 | 備考 |
| 2014/15  | NEC  | 18   | 47     | 126      | 45       | 35.7%    | %        | 4        | 0.09     | 77     | 1      | 1.30%  | 8.2%   | 11           | 81.8%        | 50     |      |
| 2015/16  | NEC  | 14   | 11     | 10       | 0        | 0.0%     | %        | 1        | 0.09     | 3      | 0      | 0.00%  | 0.0%   | 0            | 0.0%         | 1      |      |
| 2016/17  | NEC  | 0    | 0      | 0        | 0        | 0.0%     | %        | 0        | 0.00     | 0      | 0      | %      | 0.0%   | 0            | 0.0%         | 0      |      |